# Eria mentaweiensis
Eria mentaweiensis är en orkidéart som beskrevs av Johannes Jacobus Smith. Eria mentaweiensis ingår i släktet Eria och familjen orkidéer. Inga underarter finns listade i Catalogue of Life.